# PDF
Portable Document Format (PDF) — формат файлу, створений і підтримуваний компанією Adobe Systems, для представлення двовимірних документів у незалежному від пристрою виведення та роздільної здатності вигляді. Кожен PDF-файл може містити повну інформацію про 2D-документ, таку як: тексти, зображення, векторні зображення, відео, інтерактивні форми та ін. В грудні 2007 року формат PDF було затверджено як стандарт ISO 32000.

## Стандартизація
В липні 2008 року Міжнародна організація зі стандартизації визнала формат Portable Document Format (PDF) міжнародним стандартом і присвоїла йому номер ISO 32000-1:2008. Базовою для стандарту послужила версія 1.7 специфікації формату PDF, реалізована в Adobe Reader 8. Наступні версії специфікації видаватимуться як частини стандарту.
Це означає, що формат більше не належить компанії Adobe і є відкритим. Весь процес, починаючи від повідомлення компанії Adobe про свої плани дати специфікацію формату організації AIIM (Association for Information and Image Management), яка займається підготовкою до сертифікації, і до ухвалення рішення про новий стандарт, зайняв близько півтора року.

## Програми з підтримкою PDF
Підтримка формату PDF наявна як у програмному забезпеченні виробництва Adobe, так і сторонніх розробників.

### Віртуальні принтери
Віртуальні принтери (Ghostscript, CUPS-PDF) дозволяють емулювати роботу принтерів з метою конвертування надісланих на друк документів у формат PDF.

### Генератори
Генерування PDF файлів можна здіснювати у офісних пакетах (OpenOffice, LibreOffice, Microsoft Office, WordPerfect) або ж конвертувальниками (pdfTeX, Pandoc).

### Редактори
Офіційним редактором для PDF файлів є Adobe Acrobat.
Серед інших редакторів в першу чергу виділяють програмне забезпечення для комп'ютерної верстки (Adobe InDesign, PDFMod, Scribus), векторні редактори (Adobe Illustartor, Inkscape, sK1, LibreOffice Draw) та редактори структури документів (PDF Expert, QPDF, PDF Arranger).

### Перегляд
Офіційним переглядачем для PDF є Adobe Reader.
Окрім перегляду документів, переглядачі мають набір інструментів для внесення поміток у докемнах у вигляді підкреслення тексту кольорим маркером або ж розміщення текстових анотацій.

#### Переглядачі для Linux
- Okular — універсальний застосунок для перегляду документів з оточення робочого стола KDE.
- Evince — програма перегляду документів, яка підтримує різні формати, передусім PDF і PostScript.
- Xpdf — вільна програма для перегляду PDF у X Window System і Motif.
- Zathura — безкоштовний переглядач документів, що базується на плагінах.
- gscan2pdf — програма-аналог finereader`a, яка сканує, редагує PDF посторінково - "організовує", видаляє і додає сторінки, нумерує і міняє їх місцями, розпізнає текст за допомогою сторонніх програмних модулів.

#### Переглядачі для Microsoft Windows
- Microsoft Office 2007 — у пакет оновлень SP2 вбудовано функцію експорту будь-яких документів у PDF.
- Foxit Reader — умовно-безкоштовна програма для перегляду PDF-файлів у Microsoft Windows. Обсяг програми становить 3,5 Мб, установки не вимагає.
- Sumatra PDF — вільна (GPLv2) програма для перегляду PDF-файлів в Microsoft Windows.
- ABBYY PDF Transformer — умовно-безкоштовний застосунок під Windows NT від 5.0 для створення й перетворення PDF-файлів з будь-якого офісного додатка.
- PDFCreator — вільна програма для створення файлів PDF.
- STDU Viewer — безкоштовний для некомерційного використання застосунок для читання PDF- й DJVU-файлів; STDU Converter — платний застосунок для перетворення DJVU в PDF.
- PDF Sign&Seal. Створювати, редагувати, переглядати цифровий підпис документів PDF на робочому столі
- Bullzip PDF Printer[en] — Безкоштовний принтер PDF. Дозволяє писати PDF-документи практично з усіх програм Microsoft Windows (в тому числі друкує DjVu-файли в PDF: Файл -> Друк -> Друкувати в pdf). Не містить будь-якої реклами або спливаючих вікон. Підтримуються кілька вихідних форматів: BMP, JPEG, PCX, PDF, PNG, і TIFF. Підтримка української мови. (сайт [Архівовано 2 вересня 2011 у Wayback Machine.])
- doPDF(інші мови) — безкоштовний конвертер PDF для перетворення на PDF будь-якого друкованого документу (українізований, сайт [Архівовано 20 січня 2012 у Wayback Machine.]);
- PrimoPDF[en] — безкоштовна програма для швидкої й нескладної конвертації файлів у формат PDF (сайт [Архівовано 12 січня 2012 у Wayback Machine.]).

#### Переглядачі для Apple Mac OS
- Preview

#### Онлайнові переглядачі
- PDFfiller [Архівовано 3 травня 2022 у Wayback Machine.] підписання документів
- Scribd
- Ascertia Docs підписання документів

## PDF форми
Форми в PDF є інтерактивним елементом, що дозволяє створювати документи, дані в які користувач може вносити безпосередньо в переглядачах, без необхіодності редагування PDF файлів.
Основні види елементів форм у PDF:
- Поле текстового вводу;
- Прапорець вибору;
- Випадаючий список вибору.

Внесені у форму дані можуть оброблятися і трансформуватися з допомогою JavaScript-скриптів, вбудованих у PDF файл.
Програма Scribus підтримує створення PDF файлів з елементами форм та вбудовуванням JavaScript-скриптів.

### Інформація про формат
- PDF // fileformats.archiveteam.org.
- Довідник PDF, також наявний у вигляді книги, що описує PDF 1.6 (ISBN 0-321-30474-8)
- PostScript vs. PDF : Why do we offer two printing technologies? How do they differ? / David Evans // www.adobe.com.
- Історія PDF на prepressure.com [Архівовано 17 лютого 2007 у Wayback Machine.]
- The Camelot Paper [Архівовано 22 квітня 2019 у Wayback Machine.] — Робота, у якій Джон Варнок (John Warnock) окреслив проєкт, який створив PDF

### Суміжні формати
- Що таке файл PDF/UA? // docs.fileformat.com. — Дата звернення: 09.06.2023.
- AIIM  — Інформація про специфікацію PDF/E для інженерних документів(англ.)
- AIIM  — Інформація про специфікацію PDF/UA для accessible документів(англ.)